# Stazione di Sosa
La stazione di Sosa (소사역?, 素砂驛?, Sosa-yeokLR) è una stazione ferroviaria di interscambio situata nel quartiere di Sosa-gu della città di Bucheon, nella regione del Gyeonggi-do, nell'area metropolitana di Seul, in Corea del Sud. La stazione è servita dalla linea Gyeongin e percorsa dai treni della linea 1 della metropolitana di Seul e fino al giugno 2021 è il capolinea settentrionale della linea Seohae.

## Linee e servizi
Korail
 Linea 1 (ufficialmente, linea Gyeongin) (Codice: 147)
 Linea Seohae (Codice: S16)

## Struttura
Linea Gyeongin/Linea 1
La stazione è costituita da due marciapiedi a isola con quattro binari totali in superficie per la linea Gyeongin/linea 1. Il fabbricato viaggiatori è a ponte sopra il piano del ferro. I due binari centrali sono riservati al transito dei treni espressi.
| 1 | Linea 1        | per Guro, Yongsan, Seul, Cheongnyangni e Soyosan    |
| 2 | Linea Gyeongin | Transito treni Espressi                             |
| 3 | Linea Gyeongin | Transito treni Espressi                             |
| 4 | Linea 1        | per Bucheon, Bupyeong, Juan, Dong-Incheon e Incheon |

Linea Seohae
La linea Seohae si trova invece in posizione sotterranea, con due marciapiedi laterali serventi altrettanti binari passanti.
| Per Sosa  | Linea Seohae | capolinea                                      |
| Per Wonsi | Linea Seohae | per Sincheon, Siheung City Hall, Choji e Wonsi |

## Stazioni adiacenti
| «                              | Servizio | »           |
| Linea 1                        | Linea 1  | Linea 1     |
| ------------------------------ | -------- | ----------- |
| 146 Yeokgok                    | Locale   | Bucheon 148 |
| Gli espressi A e B non fermano |          |             |
| Linea Seohae                   |          |             |
| Capolinea                      | Locale   | Sosaeul S17 |